# Centrocorisa nigripennis
Centrocorisa nigripennis är en insektsart som först beskrevs av Fabricius 1803.  Centrocorisa nigripennis ingår i släktet Centrocorisa och familjen buksimmare. Inga underarter finns listade i Catalogue of Life.